# Alchemilla chionophila
Alchemilla chionophila är en rosväxtart som beskrevs av Sergei Vasilievich Juzepczuk. Alchemilla chionophila ingår i släktet daggkåpor, och familjen rosväxter. Inga underarter finns listade i Catalogue of Life.